# Kate ter Horst
Pour les articles homonymes, voir Horst (homonymie).
Kate ter Horst (6 juillet 1906 à Amsterdam - 21 février 1992 à Oosterbeek) est une femme néerlandaise connue pour s'être dévouée pour soigner des soldats alliés blessés et mourants lors de la bataille d'Arnhem, ce qui lui valut d'être surnommée l'Ange d'Arnhem.

## Biographie

### Jeunesse
Kate Anna Arriëns, fille de Pieter Albert Arriëns et Catharina Maingay, naît le 6 juillet 1906 à Amsterdam. Elle épouse Jan ter Horst, un avocat de Rotterdam, avec qui elle a six enfants. Une de ses filles, Sophie, elle-même témoin des événements de la Seconde Guerre mondiale, a longtemps résidé dans la maison familiale à Oosterbeek après le décès de ses parents.

### Seconde Guerre mondiale
Kate ter Horst a été témoin d'arrivées de parachutistes de la 1re division aéroportée britannique au début de l'opération Market Garden le 17 septembre 1944, notant avec joie l'événement dans son journal.
L'objectif de l'opération était que les parachutistes s'emparent des ponts à Eindhoven, Nijmegen et Arnhem et aux alentours. Le plan prévoyait que le XXXe Corps d'armée britannique avance rapidement grâce à ces ponts, puis pénètre dans la zone industrielle de la Ruhr portant ainsi rapidement un coup fatal à l'Allemagne hitlérienne. Cependant, la progression des troupes britanniques sur Arnhem (objectif le plus éloigné des lignes alliées) ayant été ralentie par différents facteurs, la contre-attaque allemande sur Arnhem a obligé les assaillants à se replier dans une poche défensive à Oosterbeek, à l'ouest de la ville.
Le capitaine Randall Martin a demandé à la famille ter Horst la permission d'installer un poste de secours régimentaire dans leur maison du 136 Benedendorpsweg à Oosterbeek, voisine de la vieille église du village et dite « le vieux presbytère ». 
Pendant les huit jours de combat, Kate ter Horst s'occupa elle-même d'environ 250 parachutistes britanniques blessés. L'une de ses actions les plus célèbres pour s'occuper des troupes britanniques consistait à se promener dans sa maison en lisant la Bible aux soldats mourants. Elle sut trouver de l'eau dans les endroits les plus improbables (comme la chaudière et les toilettes) lorsque, en raison de la grande concentration de troupes britanniques, la maison était devenue la cible de tirs allemands.
Les ter Horst font ensuite partie des milliers de personnes évacuées par les Allemands, à la fois comme représailles et pour préparer leurs lignes de défense. Leur maison est alors pillée par l'occupant. À leur retour après la guerre, ils trouvent une fosse commune contenant 57 soldats britanniques dans leur jardin. Ces sépultures seront ensuite transférées au cimetière militaire d'Arnhem-Oosterbeek.
Kate ter Horst consigne son expérience dans un livre publié en Angleterre sous le titre de Cloud Over Arnhem: September 17th-26th 1944 (éditeur A. Wingate, 1959).

### Après la guerre
En novembre 1947, son fils aîné, Pieter Albert, est tué par l'explosion d'une mine antichar au bord du Rhin.
Elle a joué dans Theirs Is the Glory (en), un film sur la bataille d'Arnhem tourné juste après la guerre, dans lequel les survivants avaient été invités à rejouer les rôles qu'ils ont joués dans la bataille.
En 1992, Kate ter Horst décède après avoir été heurtée par une voiture devant chez elle. Bien que blessé dans le même accident, son mari Jan décède le 1er août 2003 à l'âge de 98 ans.

## Reconnaissance
En 1980, l'ambassadeur britannique aux Pays-Bas a décoré Kate ter Horst et son mari en tant que membres honoraires de l'ordre de l'Empire britannique.
Après sa mort, une motion a été adoptée par la Chambre des communes britannique lui rendant hommage.

## Dans la culture populaire
Kate ter Horst a raconté le montage d'ouverture du film de 1977 Un pont trop loin en anglais. Dans le film, son rôle est joué par Liv Ullmann.